# 耙

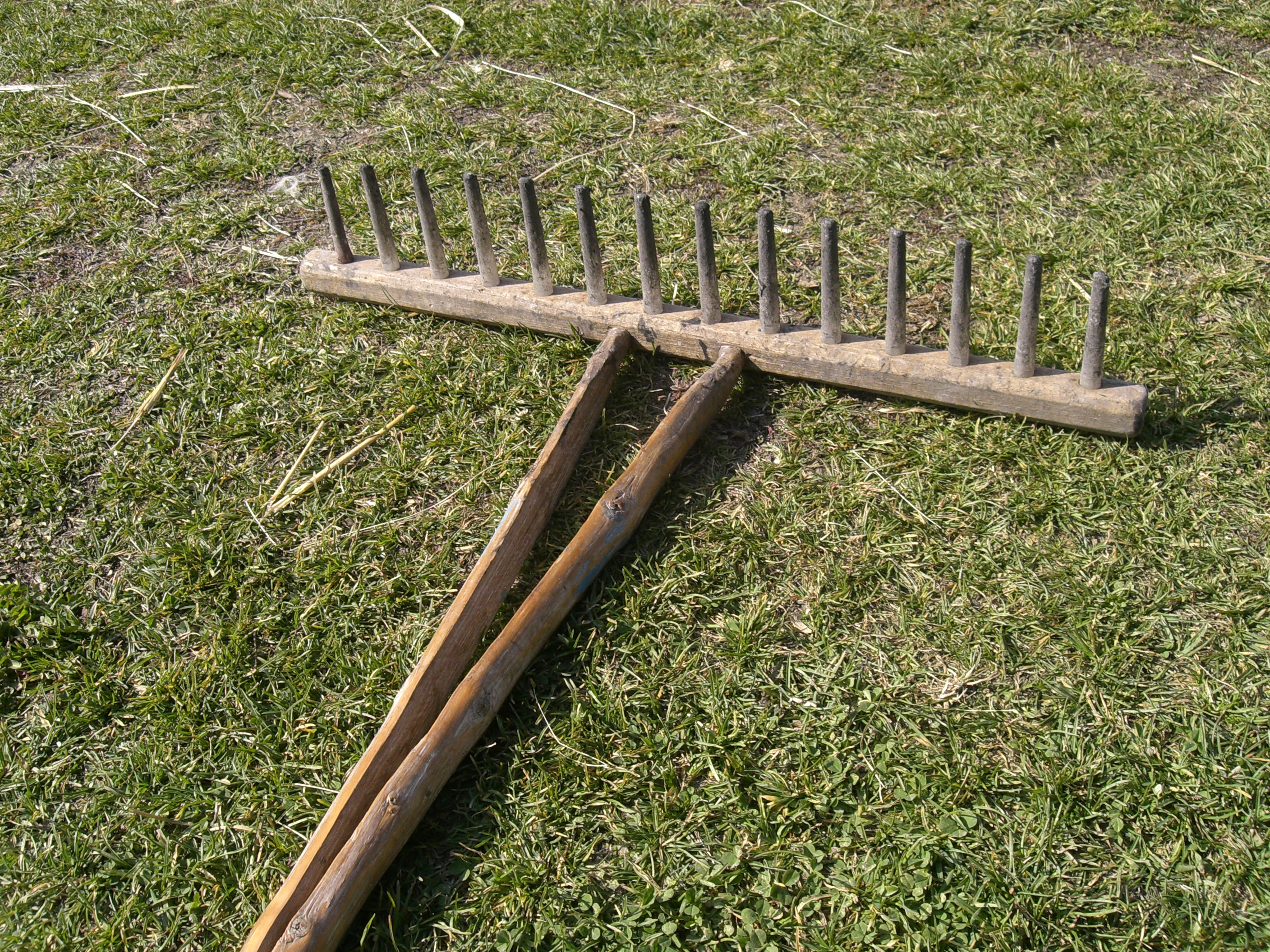
用木头做的耙

耙為一種農具，又稱作扒，約在明朝時演變成長柄兵器，外觀呈T字形，主要用於推擠與打擊，也可用來作投射武器如鳥銃的支架。

## 源流
明代《三才图会》中就記錄了铁扒和木扒這兩種兵器，茅元儀《武备志》中也記載:「㑥杷之制，堅木杆五枝，長二尺一寸，上鐵頭三寸，木 柄三尺。顓於步戰，進退周旋，貫能隔架，鎗刃乘隙攻 刺。南人備倭，以竹造用。」、「鎲鈀、㑥杷扒鎲鏟馬義，皆短兵中之長者也。」 鎲鈀即義也，鎲與之略同。扒者，唯南中舟師用之，㑥杷與之略同，亦南人長技也。鏟之尾後施刃，取其便用也。馬義與鎲鈀大同而小異，利在於馬」

## 武術
耙作為兵器，也在民間武術界被使用跟研創招式套路，如少林寺、崆峒派、客家流民拳、苗族武術、梅氏拳等皆有相關的器械武術。如少林寺所用的九齒釘耙，全長五尺三寸，頭寬一尺兩寸，齒長三寸，宋、元時洪溫和尚善於此器。

## 文學作品
吳承恩所寫的西遊記重要角色豬八戒（天蓬元帥）用的武器就是九齒釘耙。正式名稱為上寶沁金鈀，連柄五千零四十八斤。

## 外部連結
新竹芎林鄭屋拳譜及兵器演練之口訣、要點動作紀錄 （页面存档备份，存于）
新竹沿山客家武藝之研究 （页面存档备份，存于）